# Mosambikanische Volleyballnationalmannschaft der Männer
Die mosambikanische Volleyballnationalmannschaft der Männer ist die Auswahl mosambikanischer Volleyballspieler, welche die Federação Moçambicana de Voleibol (FMV) auf internationaler Ebene, beispielsweise in Freundschaftsspielen gegen die Auswahlmannschaften anderer nationaler Verbände, aber auch bei internationalen Wettbewerben repräsentiert. 1978 trat der nationale Verband dem Weltverband Fédération Internationale de Volleyball (FIVB) bei. Im Oktober 2021 wurde die Mannschaft auf dem 17. Platz der kontinentalen Rangliste geführt.

## Internationale Wettbewerbe

### Mosambik bei Weltmeisterschaften
Die Mannschaft konnte sich bisher nicht für eine Weltmeisterschaft qualifizieren.

### Mosambik bei Olympischen Spielen
Bisher gelang es der Mannschaft nicht, sich für die olympischen Wettbewerbe zu qualifizieren.

### Mosambik bei Afrikameisterschaften
Die Mannschaft kann bisher eine Teilnahmen an der Afrikameisterschaft vorweisen:
| - 1967: nicht qualifiziert - 1971: nicht qualifiziert - 1976: nicht qualifiziert - 1979: nicht qualifiziert - 1983: nicht qualifiziert - 1987: nicht qualifiziert - 1989: nicht qualifiziert - 1991: nicht qualifiziert - 1993: nicht qualifiziert - 1995: nicht qualifiziert - 1997: nicht qualifiziert - 1999: nicht qualifiziert | - 2001: nicht qualifiziert - 2003: nicht qualifiziert - 2005: nicht qualifiziert - 2007: 9. Platz - 2009: nicht qualifiziert - 2011: nicht qualifiziert - 2013: nicht qualifiziert - 2015: nicht qualifiziert - 2017: nicht qualifiziert - 2019: nicht qualifiziert - 2021: nicht qualifiziert |

### Mosambik bei den Afrikaspielen
Mosambiks Volleyballnationalmannschaft der Männer nahm bisher zweimal an den Wettbewerben der Afrikaspiele teil: 2011 erreichte man den achten, 2015 den siebten Platz.

### Mosambik beim World Cup
Mosambik kann bisher keine Teilnahme am World Cup – dem Qualifikationsturnier für die Olympischen Spiele – vorweisen.

### Mosambik in der Weltliga
Die Weltliga fand bisher ohne mosambikanische Beteiligung statt.